# Llista d'asteroides/153101-153200
| Nom      | Designació provisional | Data de descobriment   | Lloc de descobriment | Descobridor/s |
| -------- | ---------------------- | ---------------------- | -------------------- | ------------- |
| 153101 - | 2000 SW15              | 23 de setembre de 2000 | Socorro              | LINEAR        |
| 153102 - | 2000 SB30              | 24 de setembre de 2000 | Socorro              | LINEAR        |
| 153103 - | 2000 ST32              | 24 de setembre de 2000 | Socorro              | LINEAR        |
| 153104 - | 2000 SG42              | 26 de setembre de 2000 | Ondřejov             | P. Kušnirák   |
| 153105 - | 2000 SZ42              | 25 de setembre de 2000 | Črni Vrh             | Črni Vrh      |
| 153106 - | 2000 SF44              | 24 de setembre de 2000 | Socorro              | LINEAR        |
| 153107 - | 2000 SY55              | 24 de setembre de 2000 | Socorro              | LINEAR        |
| 153108 - | 2000 SJ56              | 24 de setembre de 2000 | Socorro              | LINEAR        |
| 153109 - | 2000 SN62              | 24 de setembre de 2000 | Socorro              | LINEAR        |
| 153110 - | 2000 SB66              | 24 de setembre de 2000 | Socorro              | LINEAR        |
| 153111 - | 2000 SR67              | 24 de setembre de 2000 | Socorro              | LINEAR        |
| 153112 - | 2000 SH69              | 24 de setembre de 2000 | Socorro              | LINEAR        |
| 153113 - | 2000 SH70              | 24 de setembre de 2000 | Socorro              | LINEAR        |
| 153114 - | 2000 SF72              | 24 de setembre de 2000 | Socorro              | LINEAR        |
| 153115 - | 2000 SK72              | 24 de setembre de 2000 | Socorro              | LINEAR        |
| 153116 - | 2000 SB74              | 24 de setembre de 2000 | Socorro              | LINEAR        |
| 153117 - | 2000 SA78              | 24 de setembre de 2000 | Socorro              | LINEAR        |
| 153118 - | 2000 SA83              | 24 de setembre de 2000 | Socorro              | LINEAR        |
| 153119 - | 2000 SN86              | 24 de setembre de 2000 | Socorro              | LINEAR        |
| 153120 - | 2000 SR90              | 22 de setembre de 2000 | Socorro              | LINEAR        |
| 153121 - | 2000 SM95              | 23 de setembre de 2000 | Socorro              | LINEAR        |
| 153122 - | 2000 SA97              | 23 de setembre de 2000 | Socorro              | LINEAR        |
| 153123 - | 2000 SW98              | 23 de setembre de 2000 | Socorro              | LINEAR        |
| 153124 - | 2000 SR102             | 24 de setembre de 2000 | Socorro              | LINEAR        |
| 153125 - | 2000 SG111             | 24 de setembre de 2000 | Socorro              | LINEAR        |
| 153126 - | 2000 SQ128             | 24 de setembre de 2000 | Socorro              | LINEAR        |
| 153127 - | 2000 SV130             | 22 de setembre de 2000 | Socorro              | LINEAR        |
| 153128 - | 2000 SF132             | 22 de setembre de 2000 | Socorro              | LINEAR        |
| 153129 - | 2000 SH134             | 23 de setembre de 2000 | Socorro              | LINEAR        |
| 153130 - | 2000 SO141             | 23 de setembre de 2000 | Socorro              | LINEAR        |
| 153131 - | 2000 SK144             | 24 de setembre de 2000 | Socorro              | LINEAR        |
| 153132 - | 2000 SW161             | 20 de setembre de 2000 | Haleakala            | NEAT          |
| 153133 - | 2000 SC172             | 27 de setembre de 2000 | Socorro              | LINEAR        |
| 153134 - | 2000 SD174             | 28 de setembre de 2000 | Socorro              | LINEAR        |
| 153135 - | 2000 ST184             | 20 de setembre de 2000 | Haleakala            | NEAT          |
| 153136 - | 2000 SW185             | 21 de setembre de 2000 | Kitt Peak            | Spacewatch    |
| 153137 - | 2000 SB191             | 24 de setembre de 2000 | Socorro              | LINEAR        |
| 153138 - | 2000 SW191             | 24 de setembre de 2000 | Socorro              | LINEAR        |
| 153139 - | 2000 SM197             | 24 de setembre de 2000 | Socorro              | LINEAR        |
| 153140 - | 2000 SC203             | 24 de setembre de 2000 | Socorro              | LINEAR        |
| 153141 - | 2000 SP203             | 24 de setembre de 2000 | Socorro              | LINEAR        |
| 153142 - | 2000 SG205             | 24 de setembre de 2000 | Socorro              | LINEAR        |
| 153143 - | 2000 ST215             | 26 de setembre de 2000 | Socorro              | LINEAR        |
| 153144 - | 2000 SY230             | 28 de setembre de 2000 | Socorro              | LINEAR        |
| 153145 - | 2000 SQ239             | 28 de setembre de 2000 | Socorro              | LINEAR        |
| 153146 - | 2000 SQ243             | 24 de setembre de 2000 | Socorro              | LINEAR        |
| 153147 - | 2000 SW243             | 24 de setembre de 2000 | Socorro              | LINEAR        |
| 153148 - | 2000 SH248             | 24 de setembre de 2000 | Socorro              | LINEAR        |
| 153149 - | 2000 SE250             | 24 de setembre de 2000 | Socorro              | LINEAR        |
| 153150 - | 2000 SK254             | 24 de setembre de 2000 | Socorro              | LINEAR        |
| 153151 - | 2000 SV266             | 27 de setembre de 2000 | Socorro              | LINEAR        |
| 153152 - | 2000 SE276             | 28 de setembre de 2000 | Socorro              | LINEAR        |
| 153153 - | 2000 SP288             | 27 de setembre de 2000 | Socorro              | LINEAR        |
| 153154 - | 2000 SF290             | 27 de setembre de 2000 | Socorro              | LINEAR        |
| 153155 - | 2000 SO298             | 28 de setembre de 2000 | Socorro              | LINEAR        |
| 153156 - | 2000 SM301             | 28 de setembre de 2000 | Socorro              | LINEAR        |
| 153157 - | 2000 SJ307             | 30 de setembre de 2000 | Socorro              | LINEAR        |
| 153158 - | 2000 SN309             | 24 de setembre de 2000 | Socorro              | LINEAR        |
| 153159 - | 2000 SA311             | 26 de setembre de 2000 | Socorro              | LINEAR        |
| 153160 - | 2000 SX313             | 27 de setembre de 2000 | Socorro              | LINEAR        |
| 153161 - | 2000 SP317             | 30 de setembre de 2000 | Socorro              | LINEAR        |
| 153162 - | 2000 SB327             | 29 de setembre de 2000 | Kitt Peak            | Spacewatch    |
| 153163 - | 2000 SP339             | 25 de setembre de 2000 | Haleakala            | NEAT          |
| 153164 - | 2000 TC3               | 1 d'octubre de 2000    | Socorro              | LINEAR        |
| 153165 - | 2000 TG5               | 1 d'octubre de 2000    | Socorro              | LINEAR        |
| 153166 - | 2000 TS6               | 1 d'octubre de 2000    | Socorro              | LINEAR        |
| 153167 - | 2000 TJ28              | 3 d'octubre de 2000    | Socorro              | LINEAR        |
| 153168 - | 2000 TP30              | 2 d'octubre de 2000    | Kitt Peak            | Spacewatch    |
| 153169 - | 2000 TK36              | 6 d'octubre de 2000    | Anderson Mesa        | LONEOS        |
| 153170 - | 2000 TW37              | 1 d'octubre de 2000    | Socorro              | LINEAR        |
| 153171 - | 2000 TJ42              | 1 d'octubre de 2000    | Socorro              | LINEAR        |
| 153172 - | 2000 TY59              | 2 d'octubre de 2000    | Anderson Mesa        | LONEOS        |
| 153173 - | 2000 TJ64              | 5 d'octubre de 2000    | Socorro              | LINEAR        |
| 153174 - | 2000 TZ64              | 1 d'octubre de 2000    | Socorro              | LINEAR        |
| 153175 - | 2000 UN2               | 24 d'octubre de 2000   | Emerald Lane         | L. Ball       |
| 153176 - | 2000 UF21              | 24 d'octubre de 2000   | Socorro              | LINEAR        |
| 153177 - | 2000 UM35              | 24 d'octubre de 2000   | Socorro              | LINEAR        |
| 153178 - | 2000 UF36              | 24 d'octubre de 2000   | Socorro              | LINEAR        |
| 153179 - | 2000 UM36              | 24 d'octubre de 2000   | Socorro              | LINEAR        |
| 153180 - | 2000 UJ37              | 24 d'octubre de 2000   | Socorro              | LINEAR        |
| 153181 - | 2000 UZ41              | 24 d'octubre de 2000   | Socorro              | LINEAR        |
| 153182 - | 2000 UL46              | 24 d'octubre de 2000   | Socorro              | LINEAR        |
| 153183 - | 2000 UY58              | 25 d'octubre de 2000   | Socorro              | LINEAR        |
| 153184 - | 2000 UQ65              | 25 d'octubre de 2000   | Socorro              | LINEAR        |
| 153185 - | 2000 UJ73              | 26 d'octubre de 2000   | Socorro              | LINEAR        |
| 153186 - | 2000 UX76              | 24 d'octubre de 2000   | Socorro              | LINEAR        |
| 153187 - | 2000 UD82              | 25 d'octubre de 2000   | Socorro              | LINEAR        |
| 153188 - | 2000 UO83              | 31 d'octubre de 2000   | Socorro              | LINEAR        |
| 153189 - | 2000 US89              | 31 d'octubre de 2000   | Socorro              | LINEAR        |
| 153190 - | 2000 UU89              | 31 d'octubre de 2000   | Socorro              | LINEAR        |
| 153191 - | 2000 US101             | 25 d'octubre de 2000   | Socorro              | LINEAR        |
| 153192 - | 2000 VP1               | 1 de novembre de 2000  | Socorro              | LINEAR        |
| 153193 - | 2000 VJ42              | 1 de novembre de 2000  | Socorro              | LINEAR        |
| 153194 - | 2000 VC49              | 2 de novembre de 2000  | Socorro              | LINEAR        |
| 153195 - | 2000 WB1               | 16 de novembre de 2000 | Socorro              | LINEAR        |
| 153196 - | 2000 WC16              | 21 de novembre de 2000 | Socorro              | LINEAR        |
| 153197 - | 2000 WC21              | 25 de novembre de 2000 | Kitt Peak            | Spacewatch    |
| 153198 - | 2000 WC45              | 21 de novembre de 2000 | Socorro              | LINEAR        |
| 153199 - | 2000 WU79              | 20 de novembre de 2000 | Socorro              | LINEAR        |
| 153200 - | 2000 WR81              | 20 de novembre de 2000 | Socorro              | LINEAR        |